# X lunar

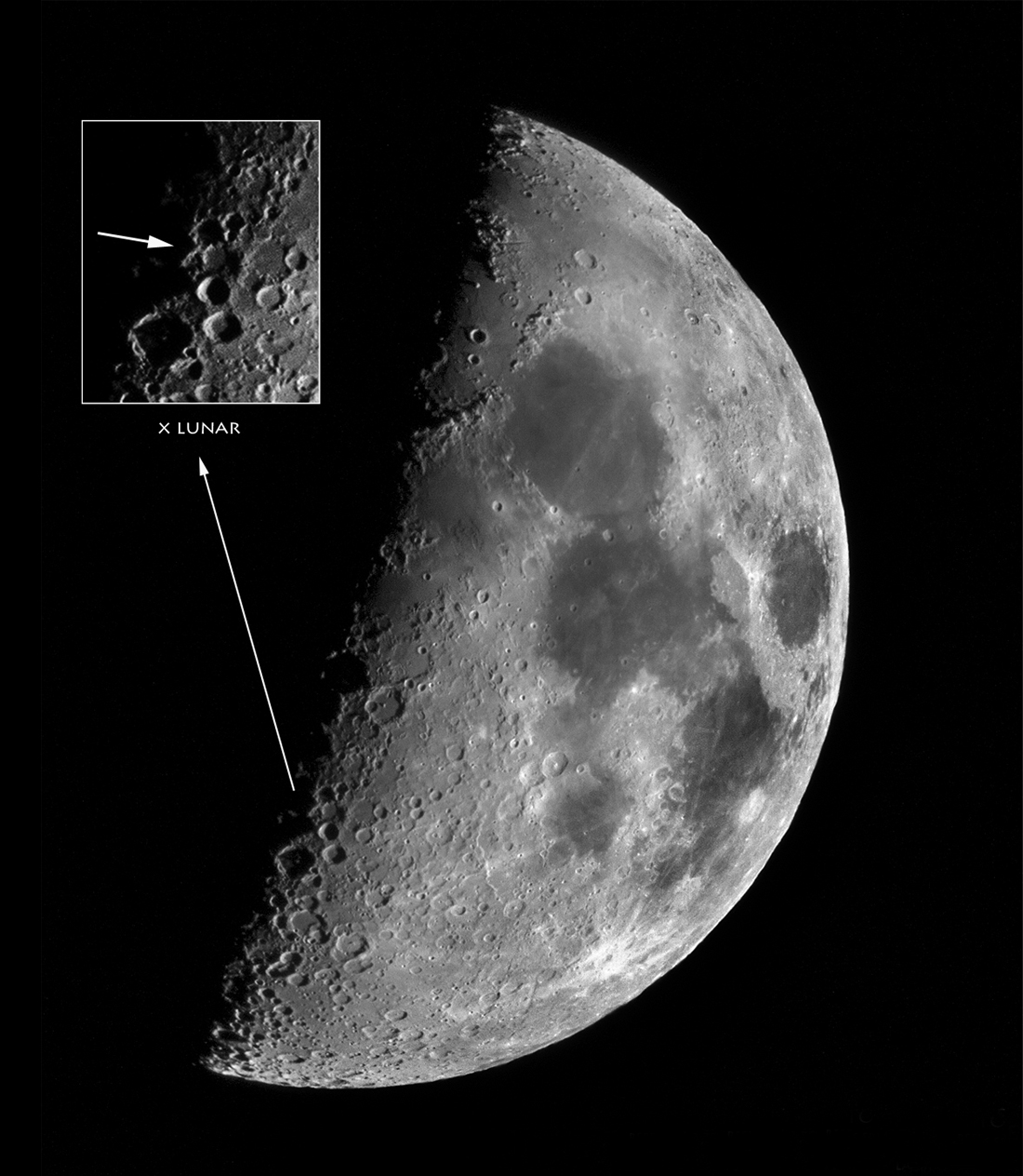
La X lunar a través de un telescopio refractor de 60 mm

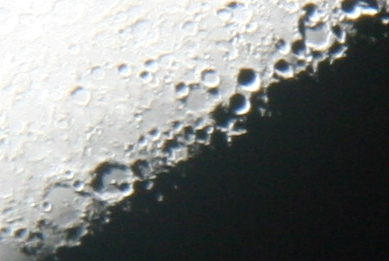
Formación de la X lunar. Fotografía tomada el 30 de enero de 2012

La X lunar (también conocida como la X de Werner) es un efecto de claroscuro  en el que la luz y la sombra crean el aspecto de una letra "X" en el brocal de los cráteres lunares Blanchinus, La Caille y Purbach.
Esta "X" es visible solo durante unas cuantas horas antes del cuarto creciente lunar, ligeramente bajo el terminador. Cercana a la "X", la V lunar también es visible, formada por el cráter Ukert y muchos otros cráteres pequeños.